# Marcel Scherer
Pour les articles homonymes, voir Scherer.
Marcel Scherer né le 29 janvier 1952 à Cham (Zoug), est une personnalité politique suisse, membre de l'Union démocratique du centre.

## Biographie
Il est élu au Conseil national de 1999 à 2011.